# Zsolt Nemcsik
Zsolt Nemcsik (ur. 15 sierpnia 1977 w Budapeszcie) – węgierski szermierz, szablista, wicemistrz olimpijski i pięciokrotny medalista mistrzostw świata.
Podczas igrzysk olimpijskich w Sydney w 2000 roku był piąty drużynowo i siedemnasty indywidualnie. Na rozgrywanych cztery lata później igrzyskach olimpijskich w Atenach wywalczył srebrny medal w zawodach indywidualnych, przegrywając w finale z Włochem Aldo Montano 14:15. Był tam również piąty w zawodach drużynowych. Brał też udział w igrzyskach olimpijskich w Pekinie w 2008 roku, gdzie zajął siódme miejsce drużynowo i osiemnaste indywidualnie.
Na mistrzostwach świata w Chaux-de-Fonds w 1998 roku reprezentacja Węgier w składzie: József Navarrete, Domonkos Ferjancsik, György Boros i Zsolt Nemcsik wywalczyła złoty medal w zawodach drużynowych. W tej samej konkurencji Węgrzy z Nemcsikiem w składzie zdobywali następnie srebrne medale podczas mistrzostw świata w Nîmes (2001) i mistrzostw świata w Hawanie (2003) oraz kolejny złoty na mistrzostwach świata w Petersburgu (2007). Ponadto zdobył srebrny medal indywidualnie na mistrzostwach świata w Turynie w 2006 roku, przegrywając w finale z Rosjaninem Stanisławem Pozdniakowem.
Kilkukrotnie zdobywał medale mistrzostw Europy, w tym srebrne indywidualnie na ME w Zalaegerszeg (2005) i drużynowo podczas ME w Izmirze (2006).